# Всемирный метеорологический день
Всемирный метеорологический день (на других официальных языках ООН: англ. World Meteorological Day, араб. اليوم العالمي للأرصاد الجوية, ‎исп. Día Meteorológico Mundial, кит. 世界气象日, фр. Journée météorologique mondiale
) — один из Международных дней ООН, который празднуется ежегодно 23 марта начиная с 1961 года. Это день образования в 1950 году Всемирной метеорологической организации (ВМО), которая была создана для координации действий стран - членов в области метеорологии и гидрологии.
ВМО посвящает каждый ежегодный Всемирный метеорологический день какой-либо теме и проводит соответствующие пропагандистские мероприятия.
В своих ежегодных посланиях Генеральный директор ВМО рассматривает тематику Всемирного метеорологического дня.

## Ежегодная тематика Всемирного метеорологического дня
- 2024 год — «На переднем крае борьбы с изменениями климата»
- 2023 год — «Будущее погоды, климата и воды через поколения»
- 2022 год — «Раннее предупреждение и ранние действия»
- 2021 год — «Океан, наш климат и наше время»
- 2020 год — «Климат и водные ресурсы»
- 2019 год — «Солнце, Земля и погода»
- 2018 год — «Готовимся к погоде, учитываем климат»
- 2017 год — «Познавая облака»
- 2016 год — «Жарче, суше, влажнее. Смотреть в будущее»
- 2015 год — «Знания о климате как основа для действий по климату»
- 2014 год — «Погода и климат: вовлечение молодежи»
- 2013 год — «Наблюдения за погодой для защиты жизни и имущества»
- 2012 год — «Погода, климат и вода — движущая сила нашего будущего»
- 2011 год — «Климат для вас»
- 2010 год — «60 лет службы в интересах вашей безопасности и благополучия»
- 2009 год — «Погода, климат и воздух, которым мы дышим»
- 2008 год — «Наблюдения за нашей планетой для лучшего будущего»
- 2007 год — «Полярная метеорология: понимание глобальных воздействий»
- 2006 год — «Предотвращение опасности и смягчение последствий стихийных бедствий»
- 2005 год — «Погода, климат, вода и устойчивое развитие»
- 2004 год — «Погода, климат и вода в информационную эру»
- 2003 год — «Наш будущий климат»
- 2002 год — «Повышение защищенности от экстремальных метеорологических и климатических явлений»
- 2001 год — «Погода, вода и климат – добровольцы в связанной с ними деятельности»